# Hubert Salvator Habsburg-Lothringen
Hubert Salvator Habsburg-Lothringen, geboren als Hubert Salvator Rainer Maria Joseph Ignatius, Erzherzog von Österreich, Prinz von Toskana (* 30. April 1894 auf Schloss Lichtenegg in Wels, Oberösterreich; † 24. März 1971 auf Schloss Persenbeug, Niederösterreich) war ein österreichischer Offizier der k.u.k. Armee.

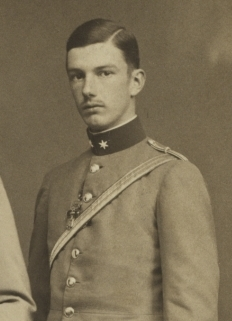
Hubert Salvator Habsburg-Lothringen, 1914

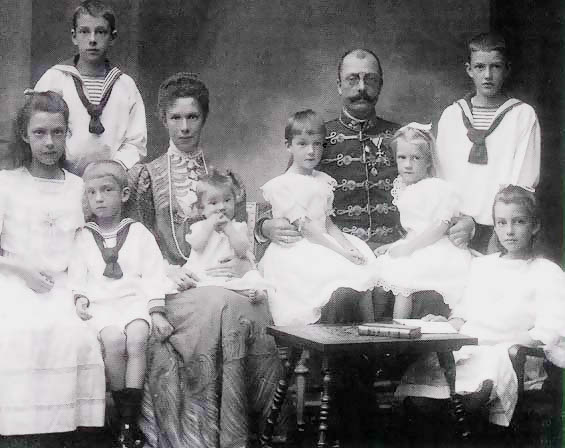
Hubert Salvator (rechts) mit Eltern und Geschwistern (um 1905)

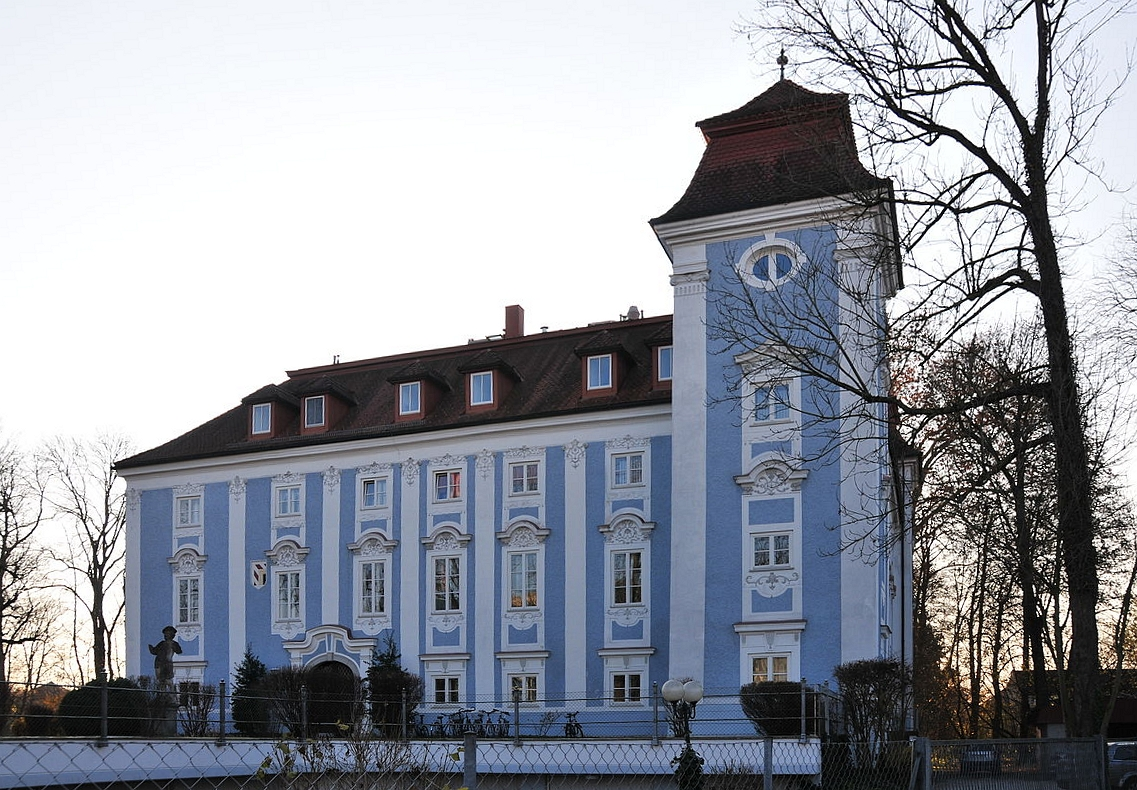
Schloss Lichtenegg in Wels, Oberösterreich

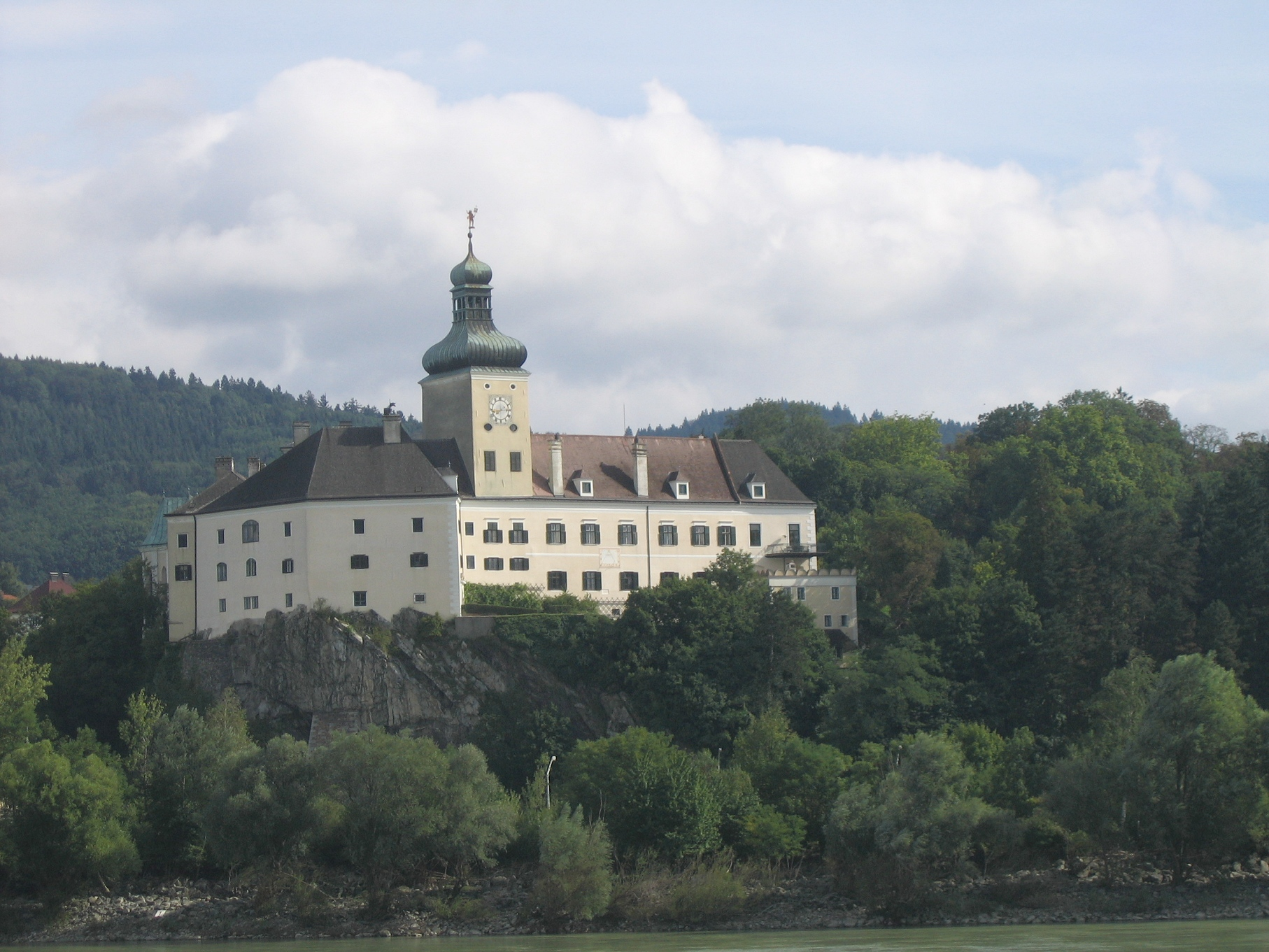
Schloss Persenbeug, Bezirk Melk in Niederösterreich.

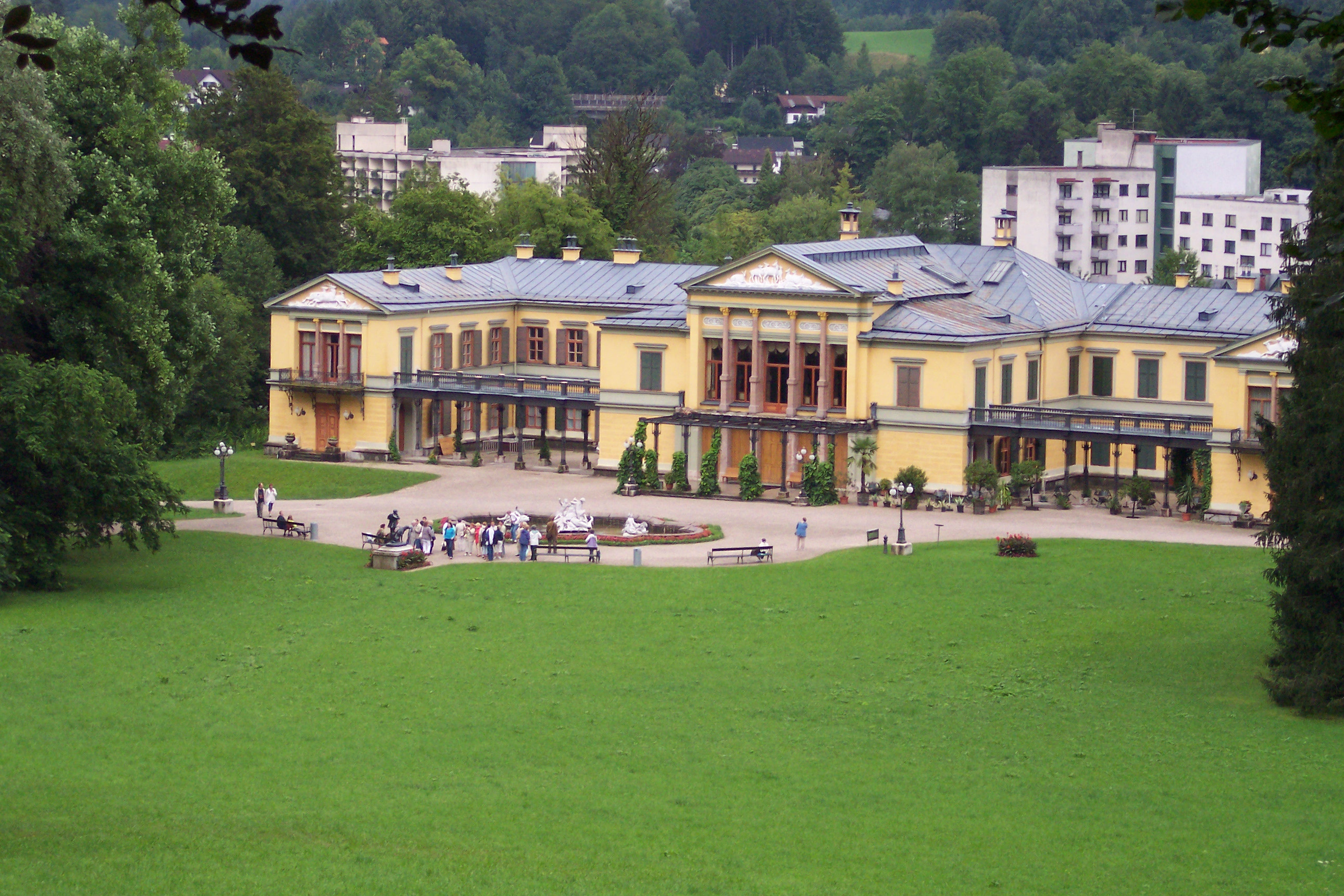
Kaiservilla Bad Ischl

## Leben

### Familie
Hubert Salvator war der zweite Sohn von Franz Salvator von Österreich-Toskana und seiner Gemahlin Marie Valerie von Österreich, Tochter von Kaiser Franz Joseph I. und Kaiserin Elisabeth. 1926 heiratete er auf Burg Anholt in Westfalen Rosemary Prinzessin zu Salm-Salm, mit der er 13 Kinder bekam.

### Erster Weltkrieg
Im Ersten Weltkrieg diente er als Oberleutnant und Rittmeister im Dragonerregiment Nr. 4. Er nahm an Stellungskämpfen an Bug und Dubno teil. Anschließend war er reitender Ordonnanzoffizier beim 9. Gebirgsbrigadekommando in den Dolomiten. 1914 erhielt Hubert Salvator den Orden vom Goldenen Vlies.
Von September bis November 1917 übernahm er im Auftrag Kaiser Karls I. zusammen mit dem Orientalisten Alois Musil die österreichische Orientmission nach Kleinasien, Syrien und Palästina. Die Mission sollte die Interessen der Monarchie, vor allem in Konkurrenz zum Verbündeten Deutschland, im Osmanischen Reich wahren. Hubert Salvator hatte die „repräsentative Leitung“ der Mission inne, Chef der Mission war der Fachmann Musil. Die Mission, offiziell zur Truppeninspektion und Kontaktpflege mit osmanischen Offiziellen und orientalischen Christen entsandt, diente auch dem Traum Kaiser Karls von einem „religiösem Protektorat der Habsburger im Orient“. Karl wollte das Kultusprotektorat Frankreichs über die orientalischen Christen übernehmen.
Die Mission hatte wirtschaftliche, wissenschaftlich-kulturelle und propagandistische Motive, der militärische Aspekt war hingegen nur Deckmantel.
Der erfahrene österreichische Botschafter in Konstantinopel János von Pallavicini, der vergebens versucht hatte die Mission zu verhindern, weil er Konflikte mit der osmanischen Regierung befürchtete, urteilte nachher, der Erzherzog habe die Lage in Palästina und Syrien richtig erfasst. Feldmarschallleutnant Joseph Pomiankowski, k.u.k. Militärbevollmächtigter im Osmanischen Reich bemerkte, Hubert Salvator hinterließ infolge seines sehr sympathischen Äußeren, seines bescheidenen, liebenswürdigen Auftretens und seines ruhigen Ernstes den besten Eindruck.

### Nach dem Ende Österreich-Ungarns
Nach dem Ende der Habsburgermonarchie gab Hubert Salvator 1919 eine Verzichtserklärung nach dem Habsburgergesetz ab und durfte daher in Österreich bleiben. 1920 promovierte er an der Universität Innsbruck zum Dr. jur. Offenbar wegen der Verzichtserklärung aus dem Orden vom Goldenen Vlies ausgeschlossen, wurden er und sein Vater im November 1922 wieder aufgenommen.
In Persenbeug verwaltete Hubert Salvator erfolgreich einen großen Forstbetrieb. Wegen seiner umfangreichen Besitzungen erhielt er den Spitznamen „Schleusen-Hubsi“. Von seiner Mutter erbte er 1924 die Kaiservilla in Bad Ischl.
In der Ersten Republik und in der Zeit des Austrofaschismus war Hubert Salvator als Gauführer ein hoher Funktionär der Heimwehr. Unter der nationalsozialistischen Herrschaft wurde er politisch verfolgt.
Während der sowjetischen Besatzung nach dem Zweiten Weltkrieg war Hubert Salvator Gemeindeausschuss-Vorsitzender von Persenbeug. Er lebte und starb schließlich auch auf Schloss Persenbeug, das er gemeinsam mit acht weiteren Habsburger Familienangehörigen besaß.

## Nachkommen
Hubert Salvator heiratete am 25. November 1926 standesamtlich und am 26. November 1926 kirchlich Rosemary Prinzessin zu Salm-Salm (* 13. April 1904 in Potsdam; † 3. Mai 2001 auf Schloss Persenbeug), die Tochter von Erbprinz Emanuel zu Salm-Salm und der Erzherzogin Maria Christina von Österreich-Teschen.
Aus der Ehe von Hubert Salvator Habsburg-Lothringen mit Rosemary gingen 13 Kinder hervor:
- Friedrich Salvator Habsburg-Lothringen (1927–1999)
- Agnes Christina Habsburg-Lothringen (1928–2007), ehelichte Prinz Karl Alfred von Liechtenstein (1910–1985), Bruder von Franz Josef II.
- Maria Margaretha Habsburg-Lothringen (* 1930)
- Maria Ludovica Habsburg-Lothringen (1931–1999)
- Maria Adelheid Habsburg-Lothringen (1933–2021)[13]
- Elisabeth Mathilde Habsburg-Lothringen (1935–1998)
- Andreas Salvator Habsburg-Lothringen (* 1936)
- Josepha Hedwig Habsburg-Lothringen (* 1937)
- Valerie Isabella Habsburg-Lothringen (* 1941), ehelichte 1966 Max Markgraf von Baden
- Maria Alberta Habsburg-Lothringen (* 1944)
- Markus Emanuel Habsburg-Lothringen (* 1946), heutiger Eigentümer der Kaiservilla in Bad Ischl
- Johann Maximilian Salvator Habsburg-Lothringen (* 1947)
- Michael Salvator Habsburg-Lothringen (* 1949)